# Сол Инвиктус
Сол Инвиктус (лат. Sol Invictus, у преводу Непобедиво Сунце) је био бог сунца државне религије Римског царства чији је култ успоставио цар Аурелијан 274. године и који је због своје важности наставио засењивати остале источне култове. Називом "Sol Invictus" су се називали и бројни други богови сунца пре и за време овог раздобља. Назив "Sol Invictus" се појављује на кованицама Римског царства још од Септимија Севера. Константинов новац као и златни медаљон из доба његове владавине приказује цареву бисту из профила постављену уз Непобедиво Сунце и натпис "Invictus Constantinus: Иако је средином 2. века постојало много источних култова унутар римских легија, једино је Сол Инвиктус био службено прихваћен за време цара Елагабала и намењен војсци. Овај бог се често поистовећује с Митром, главним богом широко распрострањене грчко-римске мистеријске религије митраизма. Дан у који се славио бог Сунца, био он Сол Инвиктус или Митра, била је недеља, dies Solis (лат. „дан сунца").